# Indépendance (probabilités)

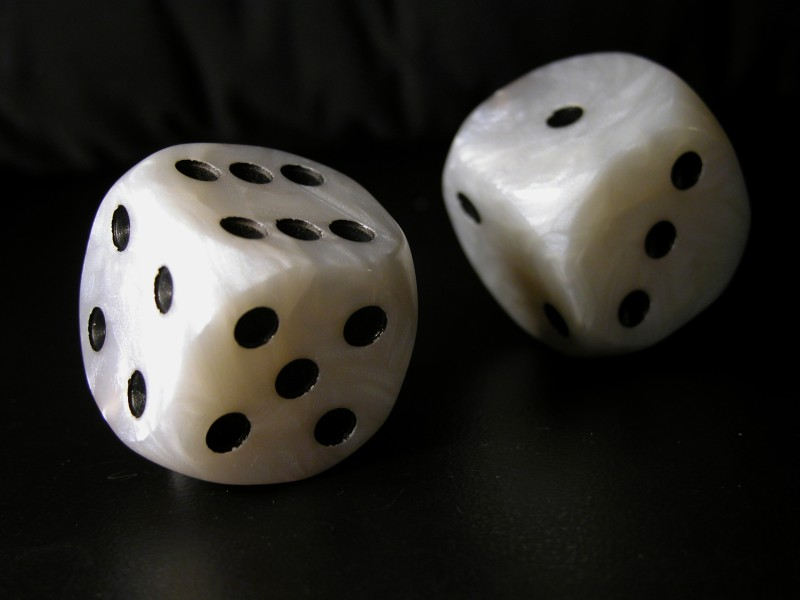
Paire de dés : les résultats de chacun des dés sont indépendants.

Pour les articles homonymes, voir Indépendance.
L'indépendance est une notion probabiliste qualifiant de manière intuitive des événements aléatoires n'ayant aucune influence l'un sur l'autre. Il s'agit d'une notion très importante en statistique et en théorie des probabilités.
Par exemple, la valeur d'un premier lancer de dés n'a aucune influence sur la valeur du second lancer. De même, pour un lancer, le fait d'obtenir une valeur inférieure ou égale à quatre n'influe en rien sur la probabilité que le résultat soit pair ou impair : les deux événements sont dits indépendants.

## Indépendance de deux événements
La définition mathématique de l'indépendance de deux événements est la suivante :
Définition —  Soit {\displaystyle (X,{\mathcal {A}},\mathbb {P} )} un espace de probabilité, et {\displaystyle A,B\in {\mathcal {A}}} deux événements. On dit que {\displaystyle A} et {\displaystyle B} sont indépendants lorsque {\displaystyle \mathbb {P} (A\cap B)=\mathbb {P} (A)\mathbb {P} (B).}
La définition mathématique ci-dessus est assez peu parlante. Le lien entre le concept intuitif d'indépendance et la « formule produit » ci-dessus apparaît plus clairement si l'on introduit la notion de probabilité conditionnelle :
Définition — Si {\displaystyle \mathbb {P} (B)\neq 0,} la probabilité conditionnelle de {\displaystyle A} sachant {\displaystyle B}, notée {\displaystyle \mathbb {P} _{B}(A),} est définie par la relation ci-dessous :
En excluant les cas particuliers peu intéressants où {\displaystyle B} est impossible, i.e. dans le cas où {\displaystyle \mathbb {P} (B)=0,} et où {\displaystyle B} est certain, i.e. dans le cas où  {\displaystyle \mathbb {P} (B)=1,} on peut alors reformuler la définition de l'indépendance de la manière suivante
Proposition — Lorsque la probabilité de {\displaystyle B} n'est ni nulle, ni égale à {\displaystyle 1}, {\displaystyle A} et {\displaystyle B} sont indépendants  si et seulement si l'une des conditions suivantes, toutes équivalentes, est remplie :
Ainsi les événements {\displaystyle A} et {\displaystyle B} sont dits indépendants si notre pronostic sur l'événement {\displaystyle A} est le même :
- si on sait que l'événement {\displaystyle B} s'est produit (pronostic {\displaystyle \mathbb {P} _{B}(A)}),
- si on sait que l'événement {\displaystyle B} ne s'est pas produit (pronostic {\displaystyle \mathbb {P} _{\overline {B}}(A)}),
- si on ne sait rien sur le statut de l'événement {\displaystyle B} (pronostic {\displaystyle \mathbb {P} (A)}).

Autrement dit, {\displaystyle A} est dit indépendant de {\displaystyle B} si notre pronostic sur l'événement {\displaystyle A} n'est affecté par aucune information concernant {\displaystyle B}, ni par l'absence d'information concernant {\displaystyle B}. On peut échanger les rôles de {\displaystyle A} et de {\displaystyle B} dans la définition utilisant les probabilités conditionnelles, à condition bien sûr d'exclure les cas particuliers peu intéressants où {\displaystyle A} est impossible, et où {\displaystyle A} est certain. 
Bien que la définition utilisant les probabilités conditionnelles soit plus intuitive, elle a l'inconvénient d'être moins générale, et de ne pas faire jouer un rôle symétrique aux deux événements {\displaystyle A} et {\displaystyle B}. 
Notons par ailleurs qu'un événement certain {\displaystyle A} est indépendant de tout événement {\displaystyle B} quel qu'il soit. Un événement impossible est également indépendant de tout autre événement. En particulier, un événement {\displaystyle A} est indépendant de lui-même à la condition que {\displaystyle A} soit certain ou impossible. En effet, si l'événement {\displaystyle A} est indépendant de lui-même, on peut écrire :
et on en déduit que la probabilité de l'événement {\displaystyle A} vaut soit {\displaystyle 0}, soit {\displaystyle 1}.

## Indépendance d'un nombre quelconque d'événements
La notion d'indépendance peut être étendue à {\displaystyle n} événements, via la notion d'indépendance des tribus, mais on va plutôt donner ici deux critères plus lisibles : 
Critère 1 — {\displaystyle n} événements  {\displaystyle A_{1},A_{2},\dots ,A_{n}} sont dits indépendants
si et seulement si, pour toute partie {\displaystyle I\subset \{1,2,\dots ,n\},} on a
Le nombre total de conditions à vérifier est donc le nombre de parties {\displaystyle I\subset \{1,2,\dots ,n\}} possédant au moins deux éléments, à savoir :
L'indépendance des n événements {\displaystyle A_{1},A_{2},\dots ,A_{n}} entraîne que
ce qui correspond au choix particulier {\displaystyle I\ =\{1,2,\dots ,n\},} mais est une propriété beaucoup plus faible que l'indépendance. Dans le même esprit, comme on le constate dans l'exemple ci-dessous, {\displaystyle n} événements peuvent être indépendants deux à deux, ce qui correspond à vérifier la propriété pour toutes les parties {\displaystyle I\ \subset \{1,2,\dots ,n\}} à 2 éléments, sans pour autant être indépendants :
On lance deux dés et on pose 
- {\displaystyle A_{1}} : le résultat du lancer du dé no 1 est pair,
- {\displaystyle A_{2}} : le résultat du lancer du dé no 2 est pair,
- {\displaystyle A_{3}} : la somme des résultats des 2 lancers est impaire.

On a  
alors que, pourtant, pour {\displaystyle i\neq j} choisis arbitrairement,
Critère 2 — {\displaystyle n} événements  {\displaystyle A_{1},A_{2},\dots ,A_{n}} sont dits indépendants
si et seulement si, pour tout choix de {\displaystyle \varepsilon \in \{0,1\}^{n},} on a
où, par convention, {\displaystyle A_{i}^{0}={\overline {A_{i}}},} et {\displaystyle A_{i}^{1}=A_{i}.}

## Indépendance des variables aléatoires

### Définitions
Il y a plusieurs définitions équivalentes de l'indépendance d'une famille finie de variables aléatoires. On peut en particulier définir l'indépendance d'une famille de tribus, et voir ensuite l'indépendance des événements et l'indépendance des variables aléatoires comme des cas particuliers de l'indépendance des tribus. Cela permet de démontrer certains résultats généraux sur l'indépendance une seule fois, pour les tribus, puis de déduire immédiatement de ce résultat général la version « événements » et la version « variables aléatoires » (un exemple est le lemme de regroupement). Cependant, il est peut-être préférable de donner d'abord deux définitions de l'indépendance des variables aléatoires qui soient opératoires pour les applications, et quelques critères commodes. 
Dans ce qui suit on considère une famille {\displaystyle (X_{1},X_{2},\dots ,X_{n})} de variables aléatoires définies sur le même espace de probabilité {\displaystyle (\Omega ,{\mathcal {A}},\mathbb {P} )}, mais éventuellement à valeurs dans des espaces différents :{\displaystyle X_{i}\ :\ (\Omega ,{\mathcal {A}},\mathbb {P} )\ \rightarrow \ (E_{i},{\mathcal {E}}_{i}),\quad 1\leq i\leq n.}
Définition — {\displaystyle (X_{1},X_{2},\dots ,X_{n})}  est une famille de variables aléatoires indépendantes si l'une des deux conditions suivantes est remplie :[réf. nécessaire]
- {\displaystyle \forall (A_{1},\dots ,A_{n})\in {\mathcal {E}}_{1}\times \dots \times {\mathcal {E}}_{n}},{\displaystyle \quad \mathbb {P} (X_{1}\in A_{1}{\text{ et }}X_{2}\in A_{2}\dots {\text{ et }}X_{n}\in A_{n})\ =\ \prod _{i=1}^{n}\mathbb {P} (X_{i}\in A_{i}),}
- on a l'égalité{\displaystyle \mathbb {E} \left[\prod _{i=1}^{n}\ \varphi _{i}(X_{i})\right]\ =\ \prod _{i=1}^{n}\mathbb {E} \left[\varphi _{i}(X_{i})\right],}pour n'importe quelle suite de fonctions {\displaystyle \varphi _{i}} définies sur {\displaystyle (E_{i},{\mathcal {E}}_{i}),} à valeurs dans {\displaystyle \mathbb {R} ,} dès que les espérances ci-dessus ont un sens.

Les espérances ci-dessus ont un sens si les {\displaystyle \varphi _{i}} sont mesurables, et si {\displaystyle \prod _{i=1}^{n}\ \varphi _{i}(X_{i})} est intégrable, ou si les {\displaystyle \varphi _{i}} sont mesurables et positives ou nulles. Typiquement, dans les applications, {\displaystyle (E_{i},{\mathcal {E}}_{i})=(\mathbb {R} ^{d_{i}},{\mathcal {B}}(\mathbb {R} ^{d_{i}})).} Dans le cas de deux variables aléatoires réelles cela donne :
Définition — Deux variables aléatoires réelles {\displaystyle X} et {\displaystyle Y} sont indépendantes si l'une des deux conditions suivantes est remplie :
- {\displaystyle \forall (A,B)\in {\mathcal {B}}(\mathbb {R} )^{2},\quad \mathbb {P} (X\in A{\text{ et }}Y\in B)\ =\ \mathbb {P} (X\in A)\ \mathbb {P} (Y\in B),}
- pour tout couple de fonctions boréliennes {\displaystyle g} et {\displaystyle h,}  dès que les espérances ci-dessous ont un sens, on a{\displaystyle \mathbb {E} \left[g(X)\cdot h(Y)\right]=\mathbb {E} [g(X)]\cdot \mathbb {E} [h(Y)].}

Les définitions précédentes traitent de familles finies de variables aléatoires, numérotées de {\displaystyle 1} à {\displaystyle n} par commodité, sans que cela restreigne la généralité des énoncés : en effet, on peut toujours numéroter de {\displaystyle 1} à {\displaystyle n} les éléments d'une famille finie de variables aléatoires. De plus, les définitions font jouer des rôles symétriques à chaque élément de la famille, si bien que le choix d'une numérotation ou d'une autre est sans effet sur la vérification de la définition.
L'indépendance d'une famille quelconque (éventuellement infinie) de variables aléatoires est la suivante :
Définition — Une famille quelconque {\displaystyle (X_{j})_{j\in J}} de variables aléatoires définies sur  {\displaystyle (\Omega ,{\mathcal {A}},\mathbb {P} )}  est une famille de variables aléatoires indépendantes si et seulement si  toute sous famille finie de {\displaystyle (X_{j})_{j\in J}} est une famille de variables aléatoires  indépendantes (c'est-à-dire, si et seulement si, pour toute partie finie {\displaystyle I} de {\displaystyle J}, {\displaystyle (X_{i})_{i\in I}} est une famille de variables aléatoires indépendantes).

### Cas des variables aléatoires à densité
Soit une famille {\displaystyle (X_{1},X_{2},\dots ,X_{n})} de variables aléatoires réelles définies sur le même espace de probabilité{\displaystyle (\Omega ,{\mathcal {A}},\mathbb {P} )}, et {\displaystyle X=X_{1}\dots X_{n}} leur produit.
Théorème — 
- Si {\displaystyle X} possède une densité de probabilité {\displaystyle f:\mathbb {R} ^{n}\rightarrow [0,+\infty [} à variables séparées, i.e. qui  s'écrit sous forme d'un produit de fonctions d'une variable:

{\displaystyle \forall x=(x_{1},\dots ,x_{n})\in \mathbb {R} ^{n},\qquad f(x)\ =\ \prod _{i=1}^{n}g_{i}(x_{i}),}
où les fonctions {\displaystyle g_{i}}  sont boréliennes et positives ou nulles, alors les {\displaystyle X_{i}} sont indépendantes. De plus, la fonction {\displaystyle f_{i}} définie par
{\displaystyle f_{i}(x)\ =\ {\frac {g_{i}(x)}{\int _{\mathbb {R} }g_{i}(u)du}}}
est une densité de probabilité de la variable aléatoire {\displaystyle X_{i}.}
- Réciproquement, si  les {\displaystyle X_{i}} sont indépendantes, de densités de probabilité respectives {\displaystyle f_{i},} alors {\displaystyle X} possède une densité de probabilité, et la fonction  {\displaystyle f} définie par

{\displaystyle \forall (x_{1},\dots ,x_{n})\in \mathbb {R} ^{n},\qquad f(x_{1},\dots ,x_{n})\ =\ \prod _{i=1}^{n}f_{i}(x_{i}),}
est une densité de probabilité de {\displaystyle X.}

### Cas des variables discrètes
Dans le cas des variables discrètes, un critère d'indépendance utile est le suivant :
Cas discret — Soit {\displaystyle X=(X_{1},X_{2},\dots ,X_{n})} une suite de  variables aléatoires discrètes, et soit  {\displaystyle (S_{1},S_{2},\dots ,S_{n})} une suite d'ensembles finis ou dénombrables tels que, pour tout {\displaystyle i\leq n}, {\displaystyle \mathbb {P} (X_{i}\in S_{i})=1.} Alors la famille {\displaystyle (X_{1},X_{2},\dots ,X_{n})} est une suite de  variables aléatoires indépendantes si, pour tout {\displaystyle x=(x_{1},x_{2},\dots ,x_{n})\in \prod _{i=1}^{n}\,S_{i},}
- Soit  {\displaystyle (E_{1},E_{2},\dots ,E_{n})} une suite d'ensembles finis, de cardinaux respectifs {\displaystyle \#E_{i}}, et soit   {\displaystyle X=(X_{1},X_{2},\dots ,X_{n})} une variable aléatoire uniforme à valeurs dans le produit cartésien :

Alors la suite {\displaystyle X} est une suite de variables aléatoires indépendantes, et, pour chaque {\displaystyle i}, la variable aléatoire {\displaystyle X_{i}} suit la loi uniforme sur {\displaystyle E_{i}}. En effet, considérons une suite {\displaystyle Y=(Y_{i})_{i\leq i\leq n}} de variables aléatoires indépendantes, chaque {\displaystyle Y_{i}} étant uniforme sur l'ensemble {\displaystyle E_{i}} correspondant. Alors, pour tout élément {\displaystyle x=(x_{i})_{1\leq i\leq n}} de {\displaystyle E},
la deuxième égalité résultant de la formule donnant le nombre d'éléments d'un produit cartésien d'ensembles, la 4e de l'indépendance des {\displaystyle Y_{i}},  les autres égalités résultant de la définition de la loi uniforme. Ainsi les suites {\displaystyle X} et {\displaystyle Y} ont même loi, ce qui entraîne bien que {\displaystyle X} est une suite de variables aléatoires indépendantes dont les composantes suivent des lois uniformes.
- Une application de ce critère est l'indépendance des composantes du code de Lehmer d'une permutation, qui permet d'obtenir simplement la fonction génératrice des nombres de Stirling de première espèce.
- Un autre application est l'indépendance des chiffres du développement décimal d'un nombre uniforme dans l'intervalle [0,1], indépendance qui est la clé de la démonstration du théorème des nombres normaux par Émile Borel.

### Autres critères d'indépendance
Par exemple,
Critères — Soit {\displaystyle X} et {\displaystyle Y}  deux variables aléatoires réelles définies sur un espace probabilisé {\displaystyle (\Omega ,{\mathcal {A}},\mathbb {P} ).}
- Si, pour tout couple {\displaystyle (x,y)} de nombres réels,

alors {\displaystyle X} et {\displaystyle Y} sont indépendantes.
- Si {\displaystyle Y} est à valeurs dans {\displaystyle \mathbb {N} ,} et si, pour tout couple {\displaystyle (x,n)\in \mathbb {R} \times \mathbb {N} ,}

alors {\displaystyle X} et {\displaystyle Y} sont indépendantes.
- Bien sûr, si {\displaystyle X} et {\displaystyle Y} sont à valeurs dans {\displaystyle \mathbb {N} } et si, pour tout couple {\displaystyle (m,n)\in \mathbb {N} ^{2},}

alors X et Y sont indépendantes.
Par exemple, on peut utiliser le deuxième critère pour démontrer que dans la méthode de rejet, le nombre d'itérations est indépendant de l'objet aléatoire (souvent un nombre aléatoire) engendré au terme de ces itérations.
On peut généraliser ces critères d'indépendance à des familles finies quelconques de variables aléatoires réelles, dont certaines, éventuellement, sont des variables discrètes, à valeurs dans des parties finies ou dénombrables de ℝ éventuellement différentes de {\displaystyle \mathbb {N} }. Une démonstration de ces critères se trouve à la page « Lemme de classe monotone ».

### Indépendance et corrélation
L'indépendance implique que la covariance, et donc la corrélation, entre les deux variables est nulle:
Théorème — X et Y sont indépendantes {\displaystyle \Rightarrow \operatorname {Cov} (X,Y)=\operatorname {Corr} (X,Y)=0}
La réciproque du théorème est fausse, comme le montre l'exemple suivant :
Cet exemple est tiré de Ross (2004, p. 306) 
- Soit X une variable aléatoire discrète telle que {\displaystyle \mathbb {P} (X=0)=\mathbb {P} (X=1)=\mathbb {P} (X=-1)={\frac {1}{3}}}.
- Définissons Y en relation avec X : {\displaystyle {\begin{cases}0&{\text{si }}X\neq 0\\1&{\text{si }}X=0\\\end{cases}}}
- On calcule {\displaystyle \operatorname {E} [XY]={\frac {1}{3}}(0\cdot 1)+{\frac {1}{3}}(1\cdot 0)+{\frac {1}{3}}(-1\cdot 0)=0}.
- On voit aussi que {\displaystyle \operatorname {E} [X]={\frac {1}{3}}(0)+{\frac {1}{3}}(1)+{\frac {1}{3}}(-1)=0+1-1=0}.
- donc : {\displaystyle \operatorname {cov} (X,Y)=\operatorname {E} (XY)-\operatorname {E} (X)\operatorname {E} (Y)=0-0=0}.
- Pourtant les deux variables ne sont bien évidemment pas indépendantes !

La non-corrélation entre {\displaystyle X} et {\displaystyle Y} est une propriété plus faible que l'indépendance. En fait l'indépendance entre {\displaystyle X} et {\displaystyle Y} est équivalente à la non-corrélation de {\displaystyle \varphi (X)} et de {\displaystyle \psi (Y)} pour tout choix de {\displaystyle \varphi } et de {\displaystyle \psi } (tels que la covariance de {\displaystyle \varphi (X)} avec {\displaystyle \psi (x)} soit définie…).

## Indépendance des tribus
Définition — Dans un espace probabilisé {\displaystyle (\Omega ,{\mathcal {A}},\mathbb {P} ),}
- une famille finie {\displaystyle ({\mathcal {A}}_{i})_{i\in I}} de tribus incluses dans {\displaystyle {\mathcal {A}}}  est une famille de tribus indépendantes si et seulement si

- une famille quelconque {\displaystyle ({\mathcal {A}}_{j})_{j\in J}} de tribus incluses dans {\displaystyle {\mathcal {A}}}  est une famille de tribus indépendantes si et seulement si  toute sous famille finie de {\displaystyle ({\mathcal {A}}_{j})_{j\in J}} est une famille de tribus indépendantes (c'est-à-dire, si et seulement si, pour toute partie finie I de J, {\displaystyle ({\mathcal {A}}_{i})_{i\in I}} est une famille de tribus indépendantes).

### Lien avec l'indépendance des événements
Définition — 
Une famille {\displaystyle (A_{j})_{j\in J}} d'événements (c'est-à-dire d'éléments de  {\displaystyle {\mathcal {A}}}) est une famille d'événements indépendants si et seulement si {\displaystyle \left(\sigma (A_{j})\right)_{j\in J}}  est une famille de tribus indépendantes.
Comme la tribu {\displaystyle \sigma ({A})} engendrée par {\displaystyle A} est décrite par :
la définition donnée dans cette section pour une famille quelconque d'événements, une fois particularisée à une famille de  {\displaystyle n} événements, apparaît comme plus forte que les deux critères donnés plus haut. En effet, pour un choix approprié des événements {\displaystyle B_{i}} dans la définition
donnée dans cette section, on retrouve le critère 1 (choisir tantôt {\displaystyle \Omega ,} tantôt {\displaystyle A_{i}} dans {\displaystyle \sigma ({A}_{i})}) et le critère 2 (choisir tantôt {\displaystyle A_{i},} tantôt {\displaystyle {\overline {A_{i}}}} dans {\displaystyle \sigma ({A}_{i})}). Pourtant les critères 1 et 2 sont effectivement équivalents à la définition via les tribus, donnée dans cette section, mais cela mérite démonstration.

### Lien avec l'indépendance des variables aléatoires
Définition — 
Une famille {\displaystyle (X_{j})_{j\in J}} de variables aléatoires définies sur {\displaystyle (\Omega ,{\mathcal {A}},\mathbb {P} )}  est une famille de variables aléatoires indépendantes si et seulement si {\displaystyle \left(\sigma (X_{j})\right)_{j\in J}}  est une famille de tribus indépendantes.
Comme la tribu {\displaystyle \sigma (X)} engendrée par une variable aléatoire {\displaystyle X,} définie de {\displaystyle (\Omega ,{\mathcal {A}},\mathbb {P} )} dans {\displaystyle (E,{\mathcal {E}}),} est définie par :
la définition donnée dans cette section pour une famille quelconque de variables aléatoires, une fois particularisée à une famille de {\displaystyle n} variables aléatoires, est clairement équivalente à la définition de la section Indépendance des variables aléatoires. En effet
est une notation pour
et
est une notation pour

### Propriétés élémentaires
Propriétés — 
- Une sous-famille d'une famille de tribus indépendantes est une famille de tribus indépendantes : si la famille {\displaystyle ({\mathcal {A}}_{j})_{j\in J}}  est une famille de tribus indépendantes et si  {\displaystyle I\subset J,} alors {\displaystyle ({\mathcal {A}}_{i})_{i\in I}}  est une famille de tribus indépendantes.
- Si, pour tout {\displaystyle j\in J,} la tribu {\displaystyle {\mathcal {B}}_{j}} est incluse dans la tribu {\displaystyle {\mathcal {A}}_{j},} et si la famille {\displaystyle ({\mathcal {A}}_{j})_{j\in J}}  est une famille de tribus indépendantes, alors  la famille {\displaystyle ({\mathcal {B}}_{j})_{j\in J}}  est une famille de tribus indépendantes.

Pour démontrer le premier point on applique la définition de l'indépendance à la famille {\displaystyle ({\mathcal {A}}_{j})_{j\in J}} en spécialisant à une famille {\displaystyle (A_{j})_{j\in J}} d'événements telle que {\displaystyle \forall j\in J\backslash I,\quad A_{j}=\Omega .}Le second point est immédiat : il suffit d'écrire la définition de l'indépendance de la famille {\displaystyle ({\mathcal {B}}_{j})_{j\in J}.}

## Lemme de regroupement (ou lemme des coalitions)
Lemme de regroupement — Dans un espace probabilisé {\displaystyle (\Omega ,{\mathcal {A}},\mathbb {P} ),} soit une famille quelconque {\displaystyle ({\mathcal {A}}_{j})_{j\in J}} de tribus indépendantes incluses dans {\displaystyle {\mathcal {A}}.}  Soit une partition {\displaystyle {\mathcal {P}}=(P_{i})_{i\in I}} de  {\displaystyle J.} Notons 
la tribu engendrée par 
Alors la famille  {\displaystyle ({\mathcal {B}}_{i})_{i\in I}} est une famille de tribus indépendantes.
Le lemme de regroupement est utilisé, en probabilités, très souvent et de manière quasi-inconsciente. Citons quelques exemples :
- l'inégalité de Kolmogorov ;
- la propriété de Markov pour les processus de Galton-Watson ;
- le principe de Maurey, ou méthode des différences bornées.

De manière plus élémentaire,
- dans le cas fini, si {\displaystyle (X_{1},X_{2},X_{3},X_{4},X_{5})} est une famille de variables indépendantes, et si {\displaystyle f} et {\displaystyle g} sont deux fonctions quelconques (mesurables),  alors, par application du lemme de regroupement, {\displaystyle f(X_{2},X_{3},X_{5})} et {\displaystyle g(X_{1},X_{4})} sont deux variables indépendantes, car {\displaystyle \{2,3,5\}} et {\displaystyle \{1,4\}} forment une partition de {\displaystyle \{1,2,3,4,5\}}.

## Indépendance et information
Une autre façon d'appréhender cette notion d'indépendance entre deux événements est de passer par l'information (au sens de la théorie de l'information) : deux événements sont indépendants si l'information fournie par le premier événement ne donne aucune information sur le deuxième événement.
Soit à tirer deux boules (rouge et blanche) d'une urne. Si on réalise l'expérience sans remettre la boule tirée dans l'urne, et que la première boule tirée est rouge, on peut déduire de cette information que la deuxième boule tirée sera blanche. Les deux événements ne sont donc pas indépendants. 
Par contre, si on remet la première boule dans l'urne avant un deuxième tirage, l'information du premier événement (la boule est rouge) ne nous donne aucune information sur la couleur de la deuxième boule. Les deux événements sont donc indépendants.
Cette approche est notamment utilisée en analyse en composantes indépendantes.